# Mourmelon-le-Petit
Mourmelon-le-Petit is een gemeente in het Franse departement Marne (regio Grand Est). De plaats maakt deel uit van het arrondissement Châlons-en-Champagne. Mourmelon-le-Petit telde op 1 januari 2022 806 inwoners.

## Geografie
De oppervlakte van Mourmelon-le-Petit bedroeg op 1 januari 2022 12,19 vierkante kilometer; de bevolkingsdichtheid was toen 66,1 inwoners per km².

## Demografie
Onderstaande figuur toont het verloop van het inwonertal (bron: INSEE-tellingen).